# Ladislaus Weiss
Ladislaus Weiss (Novi Sad, Yugoslavia; 15 de marzo de 1946-República Dominicana, 4 de julio de 2020) fue un pintor alemán de estilo realista. Son característicos sus paisajes escatológicos, que se describen como escatología de los últimos tiempos.

## Biografía

### Infancia y estudios
Ladislaus Weiss fue el tercer hijo de Alois Weiss (1905,-1983) y Magdalene Weiss (1909-1993), quien se estableció en 1958 en Alemania Occidental. De 1959 a 1962 asistió al internado humanista teológico.   Bernhard en Schwäbisch Gmünd y luego completó su aprendizaje como trabajador metalúrgico. Al mismo tiempo, era miembro del grupo de rock  Les Masques, que abandonó en 1966 con el fin de ser  para dedicarse a la pintura y el dibujo como autodidacta. En 1967 se matriculó en la Free Art School en Stuttgart, y a continuación cursó dos semestres en la Academia Merz en Stuttgart. De 1969 a 1974 estudió pintura y gráficos en la Academia Estatal de Bellas Artes de Stuttgart.

### Primeros años

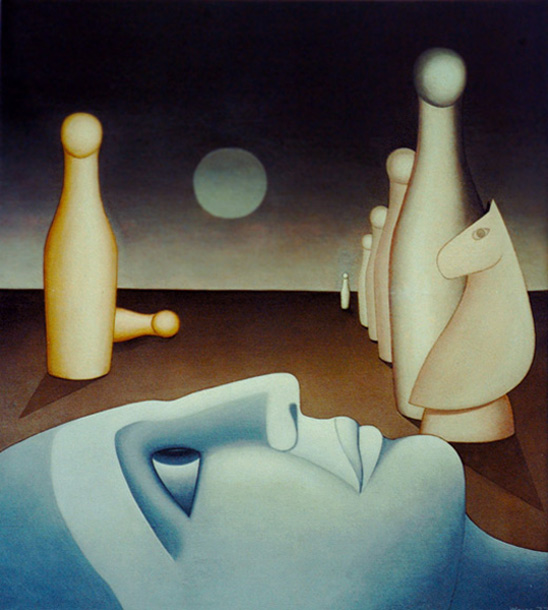
Visiones occidentales (180 × 200 cm)

En diciembre de 1970 adquirió un antiguo edificio sede de la policía en Schlossberg en Böblingen, lugar donde residió hasta noviembre de 1972. Durante este periodo creó los siguientes trabajos: Ruta y destino (100 × 130 cm), Tiempo y eternidad (120 × 140 cm), Siendo y convirtiéndose (130 × 180 cm), Naturaleza muerta de Troya (134 × 160 cm). y Puerto lunar (aceite 160 × 200 cm). 
En 1973 abandonó Böblingen y se mudó a Ludwigsburg a un estudio en Leonberger Strasse, un antiguo cuartel real de caballería. Allí trabajó hasta 1979, creando el ciclo de la visión Occidental,  así como pequeños estudios simbólicos, al tiempo que retomaba trabajos posteriores. En 1975, conoció al filósofo de Tübingen, Hans Krämer, quien más tarde escribió lo siguiente sobre la Visión Occidental de Weiss: «En el contraste de Schlemmer, pero también de Georgio De Chirico, también algo más queda claro, y  esa es la única forma en que podemos penetrar el mío, quiero decir, por la peculiaridad del trabajo de Weiss: la perspectiva utilizada de manera significativa por Schlemmer está radicalizada en Weiss en la perspectiva espacial cósmica y al mismo tiempo adquiere una función simbólica para la dimensión del tiempo. Y esto es lo que creo que es crucial. No hay ni Schlemmer ni De Chirico, a saber, que la tridimensionalidad del espacio en su dirección de perspectiva simboliza el tiempo mundial; esto hace que los paisajes cósmicos de blanco a escatológico a escatológico.» 
En 1979 abandonó el antiguo cuartel de caballería en Ludwigsburg y, por lo tanto, su estudio local debido a una renovación general ordenada por el gobierno. Se mudó a Aichelberg en el distrito de Esslingen durante un año. Produjo una serie de obras pequeñas y medianas en este periodo: Europa I (lápiz aumentado 22 × 28 cm, 1979), Europa II (lápiz medio mezclado 18 × 19 cm, 1979), pieza final Europa (témpera 50 × 100 cm, 1979, propiedad de la Oficina de Distrito de Böblingen y Sueño del arpista (témpera 40 × 50 cm, propiedad de la oficina de distrito de Böblingen). 
En 1986 Weiss se casó con la artista Rosita Bernadette Gonzáles. Ambos, fueron invitados por el papa Pio XII a la Galleria La Pigna Roma, cuyo patrón el entonces papa Juan Pablo II. [cita requerida] durante el Año Mariano, sobre el tema: «María como Reina del Cielo y de la Tierra», una veintena de artistas de todo el mundo, invitado. Como representante de la República Federal de Alemania, Ladislaus Weiss fue invitado. En los paisajes escatológicos, en su mayoría desiertos, de Weiss, los fragmentos arquitectónicos están orientados en una perspectiva central hacia un centro que casi siempre está representado por el sol. Pero como el sol es un símbolo tradicional de la Madre de Dios, su estilo de pintura cumple con el tema. Las pinturas de Weiss ganaron un significado adicional a través de la exposición en la Galería La Pigna Roma. Después de esto, Ladislaus Weiss y Rosita Gonzáles-Weiss del Instituto Romano Beato Angélico recibieron una medalla de oro. El certificado fue firmado por el presidente del Instituto Tarsicio Piccari. Esta medalla fue donada por el papa Juan Pablo II, patrón de los artistas. Rosa y Ladislaus Weiss se separaron después de dos años de matrimonio y han seguido diferentes trayectorias desde 1988. 

### Fundación de la Escuela de Arte Libre para el Diseño Pictórico.

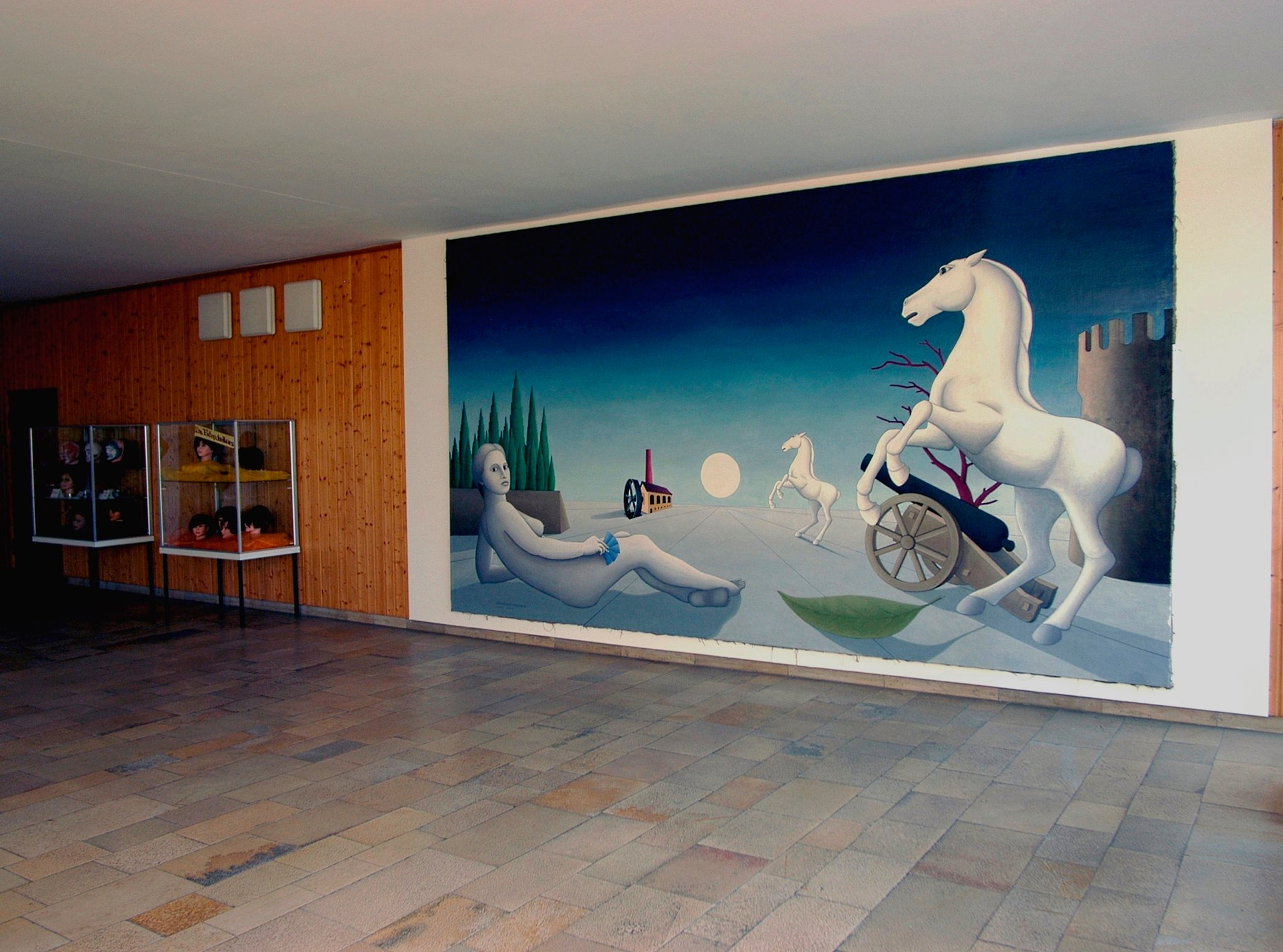
El fin de la era industrial. 1983, óleo sobre lienzo, 325 x 515 cm. Oficina de recogida del distrito de Böblingen. Ubicación: Berufsschulzentrum Sindelfingen (Escuela Gottlieb Daimler)

En 1982, Weiss regresó de Friburgo de Brisgovia a Böblingen. La ciudad de Böblingen le proporcionó un estudio en Tübinger Straße. Paralelamente al trabajo en el estudio en Böblingen, trabajó como profesor de arte en la Volkshochschule Herrenberg. Aquí, en el periodo de 1983 a 1986, además de la enseñanza, trabajó la pintura monumental El fin de la era industrial . Poco después de finalizar el trabajo, se fundó la Berufsfachschule Herrenberg Municipal Art School, cuya gestión de estudios y cofundaciones se basaron en Weiss, así como el director del Centro de Educación de Adultos de Herrenberg, Helge Bathelt.
Weiss dejó la escuela de arte municipal Herrenberg en 1987 y en 1988 empezó en la escuela de arte Free Art School for Pictorial Design en las instalaciones de su estudio en Böblingen. En este periodo, se crearon algunas obras de formato medio, así como su obra más grande y más importante Psicología de un paisaje tardío (135 × 160 cm, óleo sobre lienzo, 1983, Colección Landratsamt Böblingen). La Escuela de Arte Libre para Figuras Pictóricas fue dirigida por él hasta 1999. Aquí, así como en la escuela de arte infantil integrada, unos 300 estudiantes y Schüker fueron atendidos y capacitados. Además de Weiss, otros cinco profesores trabajaron en esta instalación. El contenido del entrenamiento incluido.   a. un estudio básico, preparación de portafolios para academias y politécnicos, una especialización en el campo de "pintura libre y diseño gráfico". En noviembre de 1994, Weiss recibió el doctorado honorario en cooperación con la Free Art School for Pictorial Design Böblingen. Debido a una enfermedad, Weiss entregó la gestión de la escuela de arte a uno de sus estudiantes en 1999 y se retiró completamente de la escuela.

### Últimos años
Después de recuperarse, Weiss reanudó su carrera como pintor en 2005. Se trasladó a la galería "Casa Azul" en Böblingen. Aquí, entre otras cosas, su segundo trabajo más grande, Statu Quo, así como varios estudios relacionados. Su primera exposición después de 2005 tuvo lugar en mayo de 2008 en el "Mo-Hotel" en Stuttgart- Vaihingen . Aquí, cerca de 20 de sus obras fueron presentadas en una exposición individual. Además de exposiciones en el distrito de Böblingen, u.   a. en la oficina del distrito y el Centro Cultural Casa Azul en Böblingen, Weiss fue en 2009 con una parte de su obra en la Bienal Internacional de Arte Contemporáneo de Florencia representado.
En 2013, la obra Historia inacabada, escrita por Weiss en 1984, se publicó en el número de Escatología en la clase "La religión nos concierne". La religión nos concierne, es un servicio material para la educación religiosa de las denominaciones protestante y católica. La publicación se publicó con una tirada total de 2600 ejemplares. Desde mayo de 2013, la "historia inacabada" de Weiss ha sido parte de la educación religiosa . 
En su nuevo hogar, Santo Domingo, Weiss completó su último trabajo, Antropología Dominicana  2018. Desde 2018, Weiss también es miembro del Colegio Dominicano de Artistas Plásticos de la Asociación Profesional de Bellas Artes.

### Fallecimiento
Falleció a los setenta y cuatro años, el 4 de julio de 2020 en la República Dominicana a causa de una infección por SRAS-CoV-2.

## Obras
- Estilo de vida, óleo sobre lienzo, 1971, 134 × 160 cm (sede central, Kreissparkasse Böblingen)
- Moon Harbour, óleo sobre lienzo, 1971, 134 × 160 cm (Herrenberg, posesión de la ciudad Herrenberg)
- Visiones occidentales, óleo sobre lienzo, 1977, 180 × 200 cm (Böblingen, oficina de distrito)
- Europa, témpera, 1979, 50 × 100 cm (oficina central, Kreissparkasse Böblingen)
- Sueño del arpista, témpera, 1979, 40 × 50 cm (distrito Böblingen)
- El Apocalipsis de Nostradamus, óleo sobre lienzo, 1982, 55 × 90 cm (oficina central, Kreissparkasse Böblingen)
- Ebene der Könige, mixmedium, 1982, 55 × 90 cm (Stadt Böblingen)
- Dream of Harpist II, témpera, 1982, 40 × 50 cm (colección privada)
- Psicología de un paisaje tardío, óleo sobre lienzo, 1983, 135 × 180 cm (Böblingen, oficina de distrito)
- La historia sin terminar, témpera, 1984, 50 × 100 cm (colección privada)

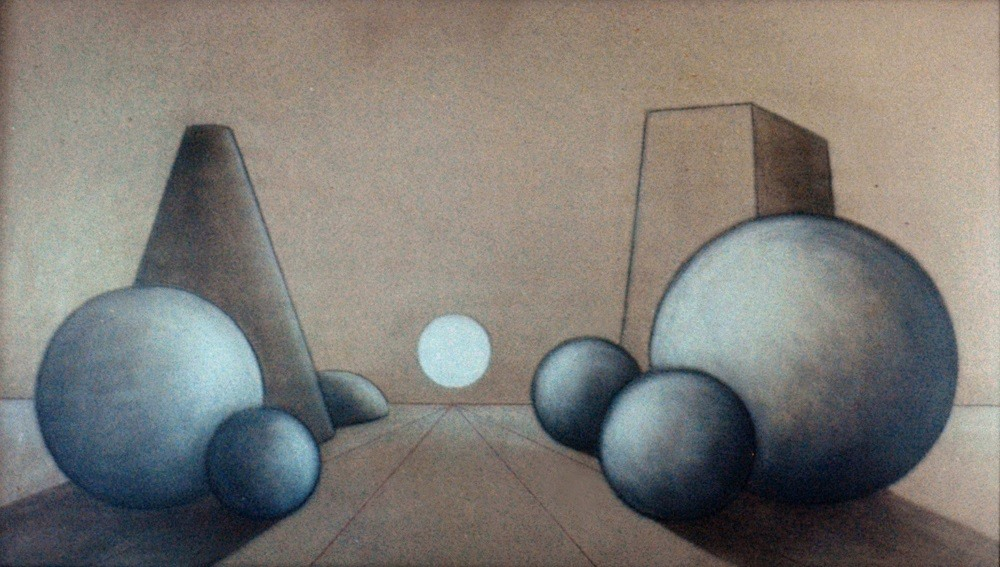
Endzeitliche Landschaft, 1987, 80 × 120 cm

- Endzeitliche Landschaft, 1987, 80 × 120 cm  Endzeitliche Landschaft, óleo sobre lienzo, 1984, 90 × 120 cm (Oficina de distrito de Böblingen)
- El fin de la era industrial, 1983, 315 × 525 cm (Landratsamt Böblingen)
- Statu quo, óleo sobre lienzo, 2005, 250 × 300 cm
- Endzeitliche Landschaft, técnica mixta sobre papel, 1987, 80 × 120 cm (Colección Kunstministerium Stuttgart)  A partir del tercer milenio, 2009, 215 × 160 cm.

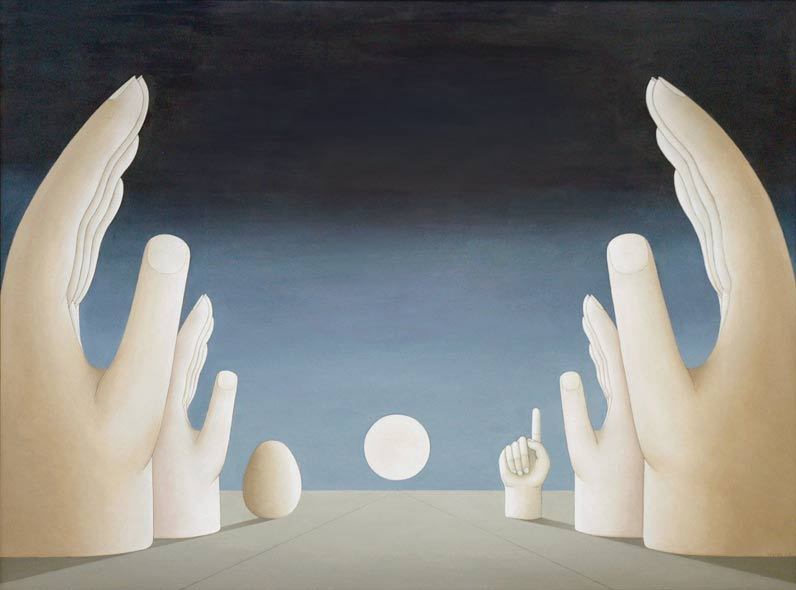
A partir del tercer milenio, 2009, 215 × 160 cm.

- Reingreso de los Caprids, 2007, 60 × 100 cm (colección privada)
- Comienzo de la Edad de Oro, medio acrílico mixto, 2007, 75 × 115 cm
- Inicio de la creación, aceite, 2007, 90 × 120 cm (colección privada).
- Arca Noah II, Medio Mixto de Aceite, 2008, 105 × 100 cm (Oficina del Distrito de Böblingen)
- A partir del Tercer Milenio III, Medio Mixto de Aceite, 2008, 110 × 100 cm (colección privada)
- A partir del tercer milenio, óleo sobre lienzo, 2009, 215 × 160 cm (colección privada)
- A partir del Tercer Milenio II, óleo sobre lienzo, 2010, 215 × 160 cm (colección privada)
- Paisaje de trigo, aceite - Medio mixto, 2012, 97 × 67 cm (colección privada)
- Anatomía del futuro, óleo, 2012, 250 × 195 cm.
- El mundo de los monoteístas (reconciliación de la religión), petróleo, 250 × 175 cm.
- Antropología Dominicana, aceite, 2018, 250 x 170 cm [19]

## Exposiciones (selección)
- 1972 Ayuntamiento de Böblingen (exposición individual)
- 1972 Böblinger Kunstverein, Kongresshalle Böblingen
- 1973 Galerie Merklin Stuttgart (exposición individual)
- 1976 Asociación de Artistas de Baden-Wurtemberg, Centro de Exposiciones de Stuttgart-Killesberg
- 1976 TWS piso galería Stuttgart (exposición individual)
- 1978 Asociación de Artistas de Baden-Wurtemberg, autorretratos 78, Gustav Sieglehaus Stuttgart
- 1983 Exposición de arte del círculo Böblingen-Leonberg-Herrenberg
- 1983 100. Exposición de la Galerie Herrenberg (exposición individual)
- 1983 50 Exposición de aniversario de Kreissparkasse Böblingen (exposición individual)
- 1985 Arte contemporáneo de Böblingen, Pontoise-Francia.
- 1985 Arte contemporáneo de Böblingen, Geleen - Países Bajos
- 1985 Arte contemporáneo de Böblingen, Krems- Austria
- 1985 Arte Contemporáneo de Böblingen, Alba- Italia
- 1986 Galería la Pigna Roma
- Oficina del distrito de 1994 Böblingen
- 2008 Galería Contacto, Böblingen (exposición individual)
- 2008 Mo-Hotel, Stuttgart-Vaihingen (exposición individual)
- Oficina del Distrito 2009 en Böblingen
- Bienal de Arte Contemporáneo de Florencia 2009, Italia
- 2015 Galería Casa Azul, Böblingen
- 2018 Exposición de LADISLAUS WEISS casa de la cultura dominico-alemana RD Santo Domingo 2018-nov-08
- 2019 Exhibit de LADISLAUS WEISS  museos de las casas reales Santo Domingo RD 2019
- 2019 Antropología dominicana a 2018, oilo 170x250cm
- 2019 Exposición de Ladislaus WEISS  Centro Cultural Banreservas Santo Domingo 11, noviembre 2019 (exposición individual).[20]